# HD106887
HD106887 — подвійна зоря. 
Ця подвійна система має видиму зоряну величину в смузі V приблизно 5,7.
Вона розташована на відстані близько 174,0 світлових років від Сонця.

## Подвійна зоря
Головна зоря цієї системи належить до хімічно пекулярних зір й має спектральний клас A3.
Інша компонента має  спектральний клас F1.

## Фізичні характеристики
Зоря HD106887 обертається 
досить швидко 
навколо своєї осі. Проєкція її екваторіальної швидкості на промінь зору становить  Vsin(i)= 96км/сек.